# Мюнхенский кодекс
Мюнхенский кодекс (лат. Codex Monacensis; условное обозначение: X или 033) — унциальный манускрипт на греческом языке, IX или X века, содержащий полный текст четырёх Евангелий, на 160 пергаментных листах (37,5 x 25,5 см). Рукопись получила название от места своего хранения.

## Особенности рукописи
Текст на листе расположен в двух колонках и 45 строк в колонке. Евангелия расположены в рукописи в следующем (так называемом «западном») порядке (Евангелие от Матфея, Евангелие от Иоанна, Евангелие от Луки, Евангелие от Марка). За исключением Евангелия от Марка, текст рукописи пополнен комментариями патристических авторов. Комментарии написаны строчными буквами.
Рукопись содержит
- Матфей 6:6.10.11; 7:1-9:20; 9:34-11:24; 12:9-16:28; 17:14-18:25; 19:22-21:13; 21:28-22:22; 23:27-24:2; 24:23-35; 25:1-30; 26:69-27:12;
- Иоанн 1:1-13:5; 13:20-15:25; 16:23-fin;
- Лука 1:1-37; 2:19-3:38; 4:21-10:37; 11:1-18:43; 20:46-fin;
- Марк 6:46-fin. Фрагмент  Мк. 14-16 нечитаем[3].

Текст рукописи отражает византийский тип текста, с некоторыми чтениями александрийского. Рукопись отнесена к V категории Аланда.
Рукопись была привезена в Мюнхен в 1827 году. В настоящее время рукопись хранится в библиотеке Мюнхенского университета Людвига-Максимилиана, (fol. 30).